# Cistus salviifolius
El jaguarzo morisco, estepa negra o jara negra   (Cistus salviifolius) es una especie perteneciente a la familia de las cistáceas.

## Descripción
Es un arbusto que puede alcanzar hasta un metro de altura. Ramas extendido-erguidas, con corteza grisácea o negruzca. Las hojas, aromáticas, opuestas, son rugosas y pelosas por el haz y el envés, tienen un solo nervio longitudinal. Las flores son blancas con cinco pétalos que tienen una mancha amarilla en la base. Inflorescencias en cimas de 2-10 flores con pedúnculo y pedicelos densamente tomentosos. El cáliz está formado por cinco sépalos de color rojo. Fruto en cápsula globosa. Florece de marzo a mayo.

## Hábitat
En suelos arenosos, rocosos, silíceos, arcillosos, en pinares, alcornocales y encinares. Se adapta bien a condiciones xéricas.

## Distribución
En el Mediterráneo,  península ibérica y noroeste de África. En el norte de África es muy común.

## Propiedades
El principio activo rhododendrin con propiedades analgésicas y antiinflamatorias, se encuentra en esta planta. Sus hojas se han empleado como astringente y sucedáneo del té.

## Taxonomía
Cistus salviifolius fue descrita por Carlos Linneo y publicado en Species Plantarum 1: 524. 1753.
Etimología
Cistus: nombre genérico que deriva del griego kisthós latinizado cisthos = nombre dado a diversas especies del género Cistus L. Algunos autores pretenden relacionarla, por la forma de sus frutos, con la palabra griega kístē = "caja, cesta".
salviifolius: epíteto latino que significa " con hojas como el género Salvia".
Sinonimia
| - Cistus macrocalyx Sennen & Pau - Cistus paui Sennen - Cistus salomonis Sennen & Malag. - Cistus salviifolius [ß] macrocalyx Willk. - Cistus salviifolius [1] brevipedunculatus Willk. - Cistus salviifolius [2] longipedunculatus Willk. - Cistus salviifolius [alfa] vulgaris Willk. - Cistus salviifolius [delta] biflorus Willk. - Cistus salviifolius [epsilon] cymosus Willk. - Cistus salviifolius [gamma] grandifolius Willk. - Cistus salviifolius var. fissipetalus Sennen - Cistus salviifolius var. occidentalis Rouy & Foucaud - Cistus salviifolius var. rierae Sennen - Cistus salviifolius var. schizocalyx Sennen - Cistus salviifolius L. - Ledonia peduncularis var. salviifolia (L.) Spach - Ledonia peduncularis Spach |

## Nombres comunes
- Castellano: apagalumbres, ardivieja blanca, chocasapor, chocasapos, cisto hembra, escoba blanca, estepa, estepa borrera, estepa negra, estrepa, hierba de la zarpa, hierba lobera, horgazo, jaguarcina, jaguarzo, jaguarzo morisco, jaguarzo vaquero, jara, jara blanca, jara de hojas de salvia, jara estepa, jara-estepa, jara morisca, jara negra, jara salviaefolia, jarastepa, jarastopa, jogarzo, juagarza, juagarzo, juagarzo morisco, tomillo blanco, zaguarzo, zarpa.[5]